# كاميلي فورد
كاميلي فورد (بالإنجليزية: Camille Ford)‏ هي إذاعية وممثلة أمريكية، ولدت في 1 أكتوبر 1971 في يوجين في الولايات المتحدة.

## وصلات خارجية
- كاميلي فورد على موقع IMDb (الإنجليزية)